# Haltestelle Wien Breitensee

Die Haltestelle Wien Breitensee ist eine Station der S-Bahn-Linie S45, der Vorortelinie, im 14. Wiener Gemeindebezirk Penzing. Die Haltestelle steht ebenso wie große Abschnitte der Vorortelinie unter Denkmalschutz (Listeneintrag). Sie befindet sich in Tieflage südlich der Hütteldorfer Straße, an der Trasse der Vorortelinie. Namensgeber ist der Wiener Vorort Breitensee, allerdings liegt die Station bereits im Bezirksteil Penzing, die Hütteldorfer Straße an der sie liegt, bildet dort die Katastralgrenze.

## Geschichte
Ursprünglich in ländlichem Gebiet gelegen, wurde die von Otto Wagner im Auftrag der Commission für Verkehrsanlagen in Wien gestaltete Station im November 1896 baulich fertiggestellt und am 11. Mai 1898 eröffnet, als die Wiener Dampfstadtbahn in Betrieb ging. Bereits 1932 wurde der reguläre Personenverkehr auf der gesamten Strecke eingestellt, somit verlor auch die Haltestelle Breitensee ihren ursprünglichen Verwendungszweck und verfiel in den folgenden Jahrzehnten zusehends. Am 1. Mai 1939 wurde sie in Breitenseer Straße umbenannt, damals aber nur von den sommerlichen Bäderzügen bedient.
Am 30. April 1979 beschlossen Bund und Land Wien den Umbau der Vorortelinie zur S-Bahn. Da der Gleisbogen nach dem Tunnel zu eng war und von der Station nur noch ruinenhafte Reste vorhanden waren, wurde diese abgetragen und im postmodernen Stil mit historisierenden Anklängen an Otto Wagner wieder aufgebaut. Sie ging am 31. Mai 1987 als Station der S45 erneut in Betrieb, wobei sie wieder ihre alte Bezeichnung Breitensee von 1898 zurückerhielt.

Das ursprüngliche Aufnahmsgebäude, kurz nach Eröffnung
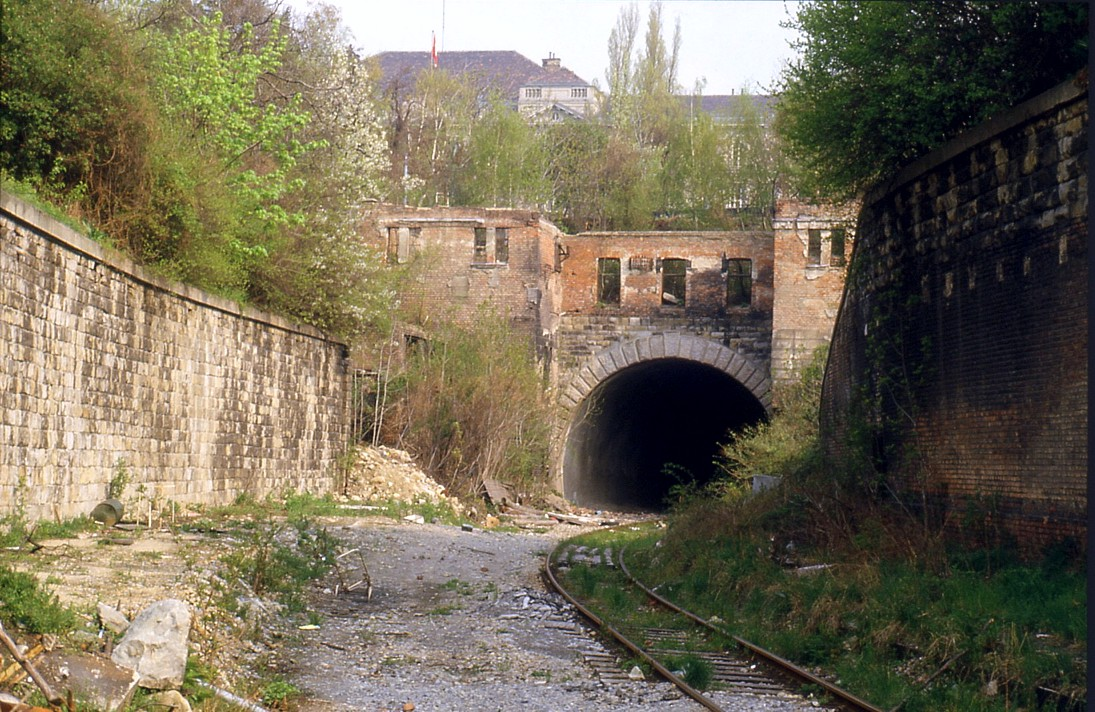
Der Bahnsteigbereich im Jahr 1984
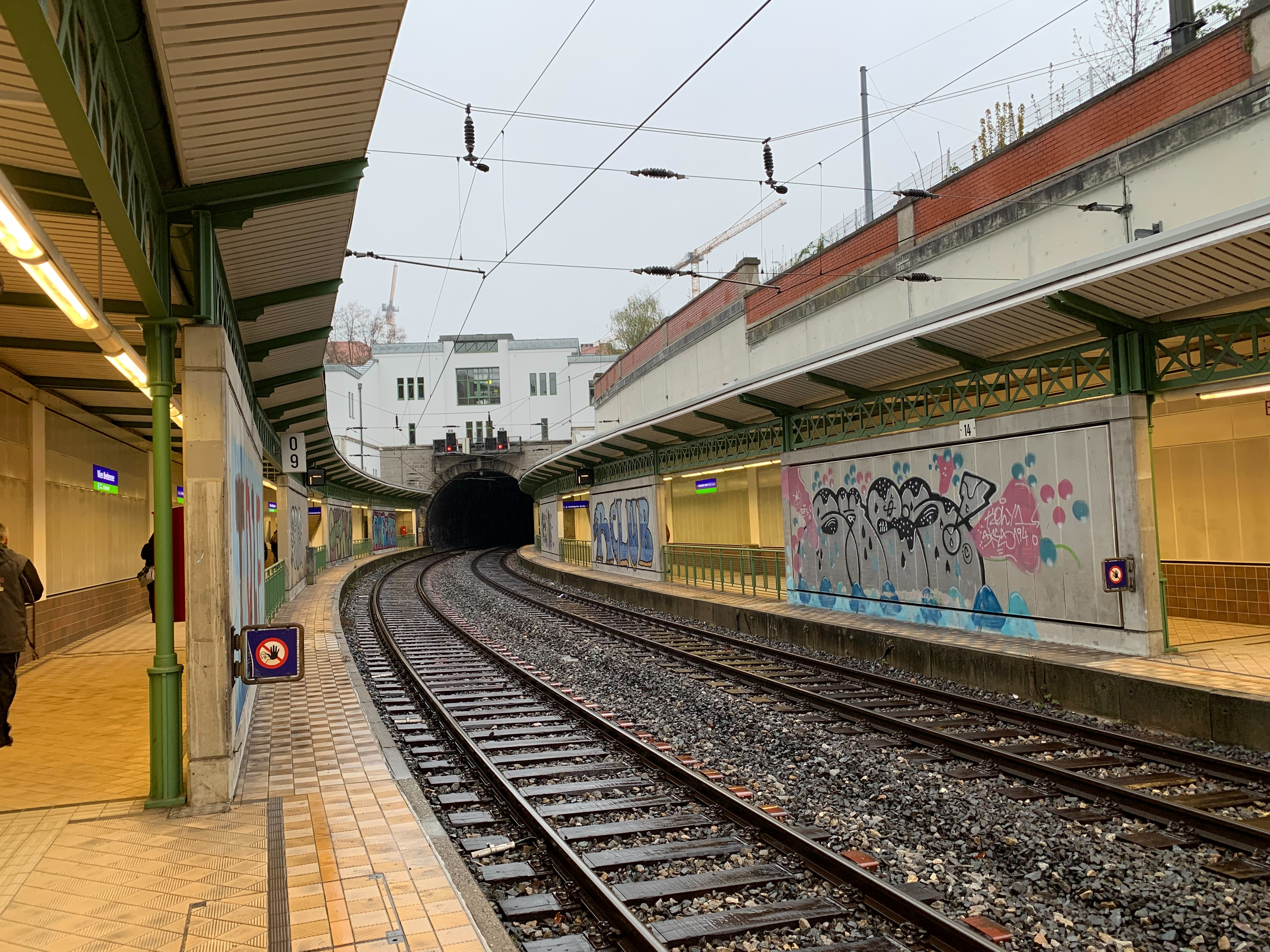
Der Bahnsteigbereich im Jahr 2021

## Anlage
Die Haltestelle verfügt über zwei Seitenbahnsteige. Es besteht die Möglichkeit zur Straßenbahnlinie 49 umzusteigen. Der nördliche Ausgang, der durch das Aufnahmegebäude über dem Tunnel der Vorortelinie liegt, führt zur Meiselstraße bzw. Hütteldorfer Straße, der südliche zur Märzstraße.

## Linien im Verkehrsverbund Ost-Region
| Linie        | Verlauf | Intervall                           | Betreiber     |
| ------------ | --- | ----------------------------------- | ------------- |
| Vorortelinie | Wien Handelskai – Wien Heiligenstadt – Wien Oberdöbling – Wien Krottenbachstraße – Wien Gersthof – Wien Hernals – Wien Ottakring – Wien Breitensee – Wien Penzing – Wien Hütteldorf | 15 Minuten, Verdichter zur Stoßzeit | ÖBB           |
| 49           | Dr.-Karl-Renner-Ring – Neubaugasse/Westbahnstraße – Schweglerstraße – Hütteldorfer Straße – Breitensee – Baumgarten – Hütteldorf Bujattigasse                                       | 5 Minuten                           | Wiener Linien |
| N49          | Kärntner Ring, Oper – Westbahnhof – Hütteldorfer Straße – Breitensee – Hütteldorf Bujattigasse – Auhof                                                                              | 30 Minuten                          | Wiener Linien |